# Dobrič
Dobrič – wieś w Słowenii, w gminie Polzela. 1 stycznia 2017 liczyła 199 mieszkańców.